# Pallacanestro Reggiana 2022-2023
Questa voce raccoglie le informazioni riguardanti la Pallacanestro Reggiana nelle competizioni ufficiali della stagione 2022-2023.

## Stagione
La stagione 2022-2023 della Pallacanestro Reggiana sponsorizzata UNAHOTELS, è la 25ª nel massimo campionato italiano di pallacanestro, la Serie A.
Per la composizione del roster si decise di cambiare la formula, scegliendo quella con 6 giocatori stranieri senza vincoli.
La stagione vede la Reggiana tornare a giocare le sue partite casalinghe nel catino del PalaBigi, finalmente messo a nuovo, dopo due anni di "esilio" a Casalecchio (Unipol Arena). Tra le varie cose potrà, dunque, contare anche su un nuovo parquet casalingo.
Il 17 giugno viene annunciato il rinnovo del play Andrea Cinciarini fino al 2024. Il 25 giugno viene annunciato il primo acquisto della nuova stagione: lo statunitense Nate Reuvers che firma un contratto biennale.
L'11 luglio viene ufficializzato l'ingaggio di Sacar Anim.
Il 12 luglio viene annunciato l'acquisto di Gabriele Stefanini, il quale firma un contratto triennale.
Il 6 agosto è annunciato l'ingaggio dell'esperto Michele Vitali.
Il 22 settembre viene annunciata la cessione di Mateusz Ponitka al Panathinaikos, giocatore che era stato ingaggiato "a gettone" per la durata di due mesi. In seguito alle ottime prestazioni di Ponitka in canotta polacca all'Europeo 2022, la compagine greca ha deciso di pagare alla Reggiana una buona-uscita di € 100.000 per rilevare l'asso polacco, senza che egli abbia potuto, così, disputare un solo minuto in biancorosso.

## Roster
Aggiornato al 19 gennaio 2023.
| UNAHOTELS Reggio Emilia 2022-2023 | UNAHOTELS Reggio Emilia 2022-2023 |
| Giocatori                         | Staff tecnico                     |
| --------------------------------- | --------------------------------- |

| N. | Naz.                                           | Ruolo | Nome                  | Anno | Alt.   | Peso   |  |
| -- | ---------------------------------------------- | ----- | --------------------- | ---- | ------ | ------ |  |
| 0  | Canada (bandiera)                              | G     | Kassius Robertson     | 1994 | 191 cm | 82 kg  |  |
| 1  | Stati Uniti (bandiera)                         | AC    | D.J. Funderburk       | 1997 | 208 cm | 102 kg |  |
| 2  | Stati Uniti (bandiera)                         | G     | Sacar Anim            | 1997 | 196 cm | 95 kg  |  |
| 3  | Stati Uniti (bandiera)                         | AG    | Nate Reuvers          | 1998 | 211 cm | 107 kg |  |
| 5  | Stati Uniti (bandiera) · Ungheria (bandiera)   | C     | Mikael Hopkins        | 1993 | 206 cm | 108 kg |  |
| 6  | Italia (bandiera)                              | PG    | Alessandro Cipolla    | 2000 | 195 cm | 94 kg  |  |
| 12 | Lettonia (bandiera) · Italia (bandiera)        | AP    | Artūrs Strautiņš      | 1998 | 198 cm | 100 kg |  |
| 13 | Italia (bandiera)                              | G     | Michele Vitali        | 1991 | 196 cm | 96 kg  |  |
| 15 | Italia (bandiera)                              | G     | Gabriele Stefanini    | 1999 | 191 cm | 90 kg  |  |
| 20 | Italia (bandiera)                              | P     | Andrea Cinciarini (C) | 1986 | 193 cm | 85 kg  |  |
| 21 | Stati Uniti (bandiera) · Slovacchia (bandiera) | G     | Andre Jones           | 1990 | 188 cm | 89 kg  |  |
| 22 | Stati Uniti (bandiera)                         | PG    | RJ Nembhard           | 1999 | 193 cm | 91 kg  |  |
| 23 | Georgia (bandiera)                             | AG    | Beka Burjanadze       | 1994 | 201 cm | 118 kg |  |
| 24 | Stati Uniti (bandiera)                         | C     | Marcus Lee            | 1994 | 211 cm | 102 kg |  |
| 30 | Stati Uniti (bandiera)                         | P     | Jeremy Senglin        | 1995 | 188 cm | 86 kg  |  |
| 31 | Lituania (bandiera)                            | A     | Osvaldas Olisevičius  | 1993 | 200 cm | 92 kg  |  |
| 35 | Senegal (bandiera) · Italia (bandiera)         | AG    | Mouhamet Diouf        | 2001 | 206 cm | 105 kg |  |
| -  | Italia (bandiera)                              |       | Davide Belloni        | 2004 |        |        |  |
| -  | Italia (bandiera)                              |       | Filippo Giberti       | 2004 |        |        |  |
|    | Italia (bandiera)                              | P     | Alessandro Vecchi     | 2004 | 180 cm |        |  |

| Allenatore |
| - Massimiliano Menetti (fino al 5 dicembre) - / Dragan Šakota (dal 5 dicembre)                                     |
| Assistente/i |
| - Marco Esposito (fino al 30 dicembre) - Federico Fucà Legenda - (C) Capitano - (IN) Inattivo - Infortunato Roster |

## Mercato

### Sessione estiva
| Acquisti | Acquisti           | Acquisti             | Acquisti      | Acquisti |
| R.a      | Nome               | da                   | Modalità      |          |
| -------- | ------------------ | -------------------- | ------------- | -------- |
| P        | Jacopo Soviero     | Pall. Biella         | fine prestito |          |
| G        | Sacar Anim         | Bayreuth             | svincolato    |          |
| G        | Alessandro Cipolla | Treviglio            | fine prestito |          |
| G        | Carlo Porfilio     | Pall. Biella         | fine prestito |          |
| G        | Kassius Robertson  | Obradoiro            | svincolato    |          |
| G        | Gabriele Stefanini | S. Francisco Dons    | svincolato    |          |
| G        | Michele Vitali     | Reyer Venezia        | svincolato    |          |
| AP       | Mateusz Ponitka    | Zenit S. Pietroburgo | svincolato    |          |
| AC       | D.J. Funderburk    | Paris                | svincolato    |          |
| AC       | Nate Reuvers       | Cibona Zagabria      | svincolato    |          |

| Cessioni | Cessioni            | Cessioni          | Cessioni       | Cessioni |
| R.       | Nome                | a                 | Modalità       |          |
| -------- | ------------------- | ----------------- | -------------- | -------- |
| P        | Leonardo Candi      | Derthona Basket   | fine contratto |          |
| P        | Bryant Crawford     | Igokea            | risoluzione    |          |
| P        | Jacopo Soviero      | U.C.C. Piacenza   | fine contratto |          |
| PG       | Tyler Larson        |                   | ritirato       |          |
| G        | Carlo Porfilio      | San Giobbe Chiusi | prestito       |          |
| G        | Stephen Thompson    | Vaq. de Bayamón   | risoluzione    |          |
| GA       | Jacopo Soliani      | Virtus Imola      | prestito       |          |
| AP       | Mateusz Ponitka     | Panathīnaïkos     | definitivo     |          |
| AG       | Artjoms Butjankovs  | Donar Groningen   | fine contratto |          |
| AG       | Justin Johnson      | R. Ludwigsburg    | risoluzione    |          |
| AC       | Filippo Baldi Rossi | Pall. Cantù       | fine contratto |          |
| C        | Stefano Colombo     |                   | fine contratto |          |

### Dopo l'inizio della stagione
| Acquisti | Acquisti        | Acquisti          | Acquisti         | Acquisti   |
| R.       | Nome            | da                | Data             | Modalità   |
| -------- | --------------- | ----------------- | ---------------- | ---------- |
| AG       | Beka Burjanadze | Free agent        | 18 novembre 2022 | svincolato |
| PG       | RJ Nembhard     | Motor City Cruise | 12 dicembre 2022 | svincolato |
| P        | Jeremy Senglin  | Fuenlabrada       | 12 gennaio 2023  | svincolato |
| C        | Marcus Lee      | Melbourne United  | 8 febbraio 2023  | svincolato |
| G        | Andre Jones     | Soproni           | 25 aprile 2023   | svincolato |

| Cessioni | Cessioni          | Cessioni     | Cessioni         | Cessioni    |
| R.       | Nome              | a            | Data             | Modalità    |
| -------- | ----------------- | ------------ | ---------------- | ----------- |
| AC       | D.J. Funderburk   | Hapoel Eilat | 13 novembre 2022 | rescissione |
| G        | Kassius Robertson | Obradoiro    | 24 novembre 2022 | rescissione |
| PG       | RJ Nembhard       | Provence     | 18 gennaio 2023  | rescissione |